# 吉·乔恩
朱家休，翻译为吉·乔恩（英語：Gee Jon，1895年—1924年2月8日），中国籍人士，1924年2月8日因涉嫌谋杀罪在美国被处以死刑。

## 早年
吉·乔恩1895年出生于中国，儿时随家人移民至美国并生活于加利福尼亚州旧金山唐人街，是帮派组织协胜公会（Hip Sing Association）的一员。

## 犯罪过程
1921年8月27日，吉·乔恩因帮派冲突将华裔Tom Quong Kee射杀，之后被警方逮捕。

## 审判与执行
1924年2月8日，吉·乔恩在美国内华达州被以氢氰酸方式处死，他是第一个被合法使用毒气室处死的罪犯。